# トノー
トノー（Tonneau：発音ta'-no）とは、初期の乗用車で後部座席コンポーネントを指す用語であり、これを装備した乗用車のボディスタイルを表した。フランス語で、酒類を入れる大樽、容器、カバーの意味で、初期のトノーの座席が半円形の樽状であったところに由来する。現代ではオープンカーのフロントシート後部エリアやピックアップトラックの荷台部分を指すのにも用いられている。

## 概要

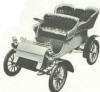
1903 フォードA型 トノー（リアエントランス）
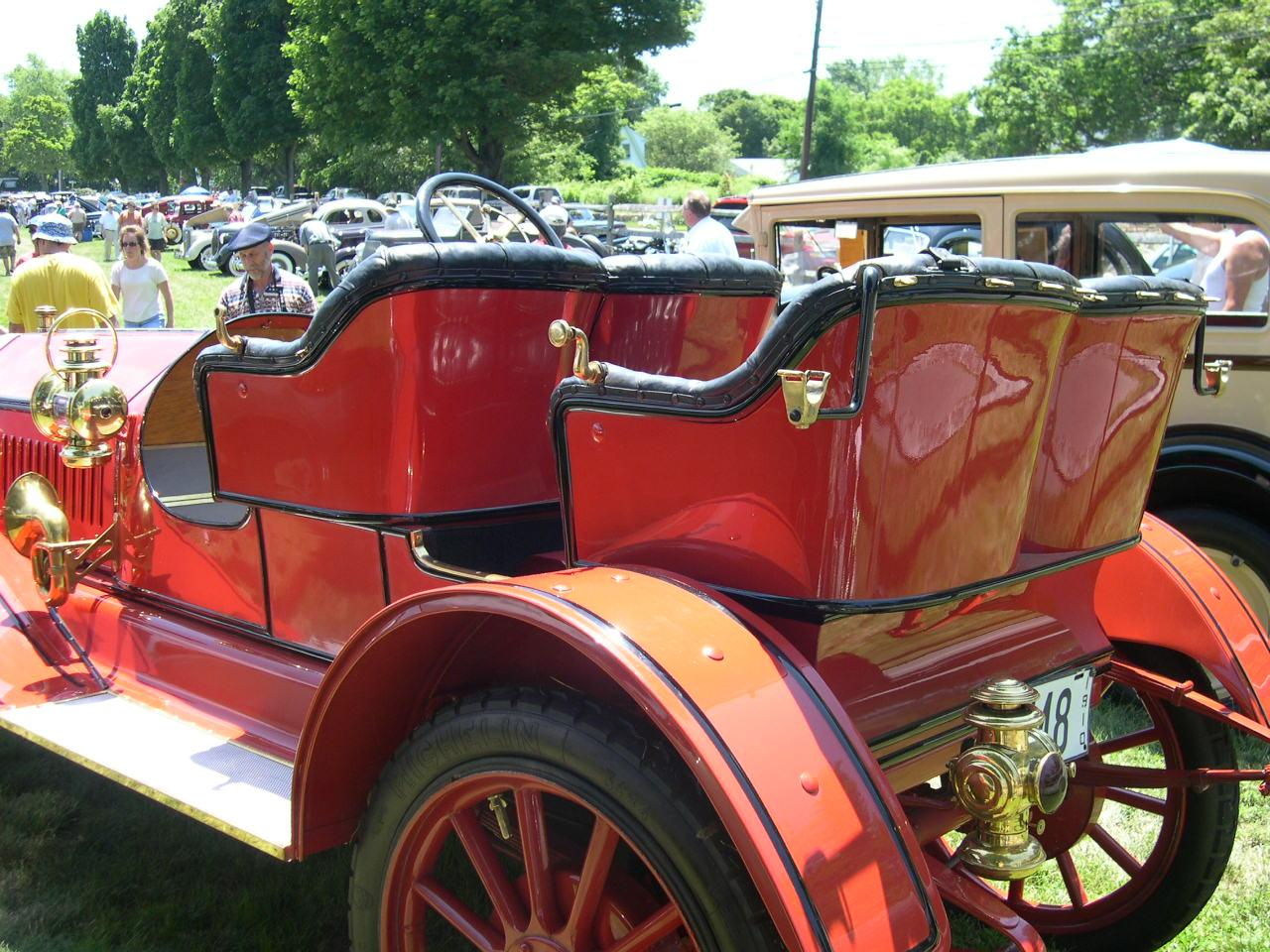
1910 ビュイック トノー（サイドエントランス）
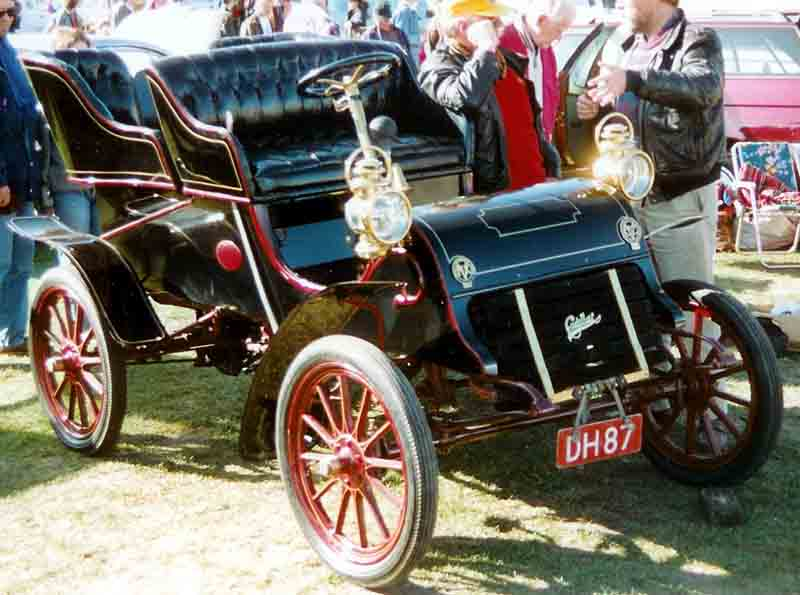
キャディラック A型 トノー 1903：リアエントランス
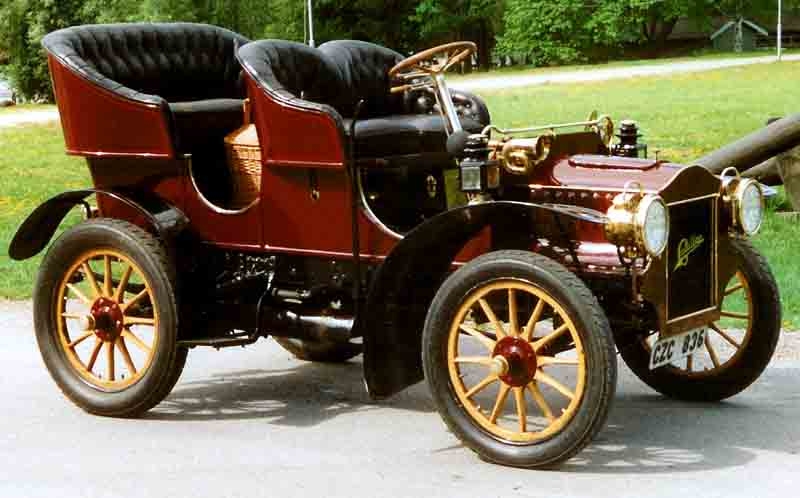
キャディラック E型 4座 1905：サイドエントランスだがドアはない
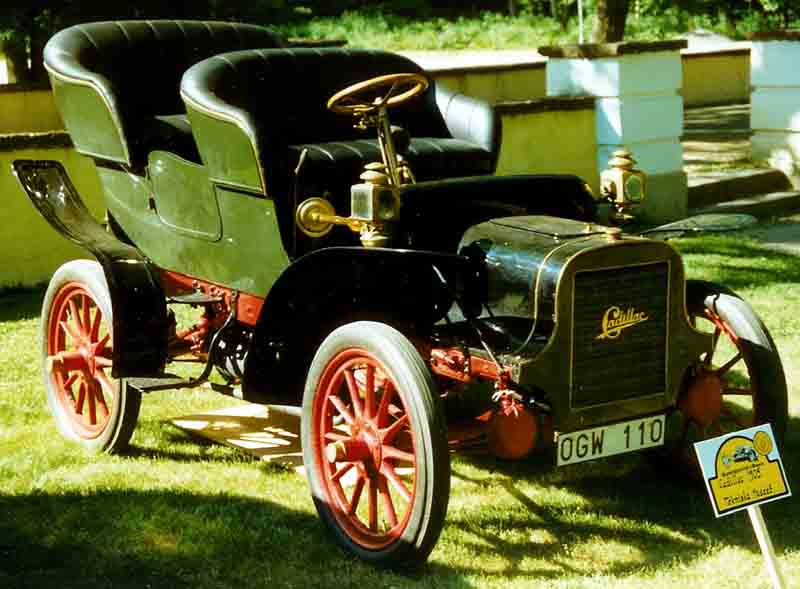
キャディラック M型 ツーリング 1907：サイドエントランス
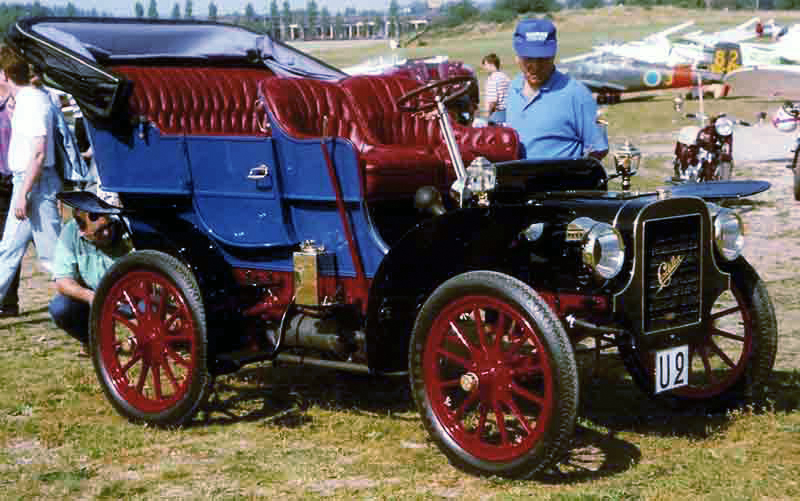
キャディラック M型 ツーリング 1907：サイドエントランス

当初のトノーは2座席のベーシックモデルであったラナバウトや、初期の2座席型ツーリングカーのオプションとして販売され、固定されて使用された。このトノーをつけた車自体も元来のラナバウトやツーリングカーではなく、トノーと呼ばれた。クレストモビル（英語版）などのように、中には取り外し可能なものもあった。
2座席車はホイールベースが短く、トノーを着けると後席両脇に大径の後輪が来るため、乗り降り口を横には作れなかった。そのため、初期のトノーは背もたれ中央部が後席ドアを兼ねる構造となっており、乗り降りも車両の後部（背面）からステップを使い行っていた。初期のトノーはリアエンジンの上部に馬車のように高く設けられていたが、当時は車のスピードもそれほど高くはなかったため、運転席もトノーも馬車のようなシートのままであり、その周囲を囲って人が落ちないようにする必要も無かった。ホイールベースが伸び、フロントエンジンとなるに従いトノーは低くなり、トノー脇から乗り降りするようになった。これをサイドエントランストノーと呼び、この時点でそれまでのものをリアエントランストノーと呼んで区別するようになった。
最初のサイドエントランストノーはピアレス（英語版）だったが、すぐに他社も追従した。当初リアドア（後席用ドア）はまだ無かったが、しばらくしてドアが付けられるようになる。このドアには片側のみのものと両側のものがある。さらにリアドアはフロントドアと同じようになってボディと一体化し「進化したツーリングカー」となった。その後居住空間は覆われセダン（サルーン）となる。米国初のクローズドボディの量産4ドアセダンとなったのはキャディラックの1910年モデルである。オープンモデルはセダンやクーペのクローズ状態とオープン状態を変換可能とした「コンバーチブル」となる。

## その他

### オープンカー
第二次世界大戦後の時代になると、トノーはオープンカー（コンバーチブルやロードスター）のフロントシート後部エリアを指すようになった。フロントシート後方は2座ではコンバーチブルトップの収納に使われたり、4座ではリアシート部や荷物室となっている。この部分を覆うためのハードカバーやソフトカバーを「トノカバー(tonneau cover)」という。

### ピックアップトラック
トノーは米国では現在ピックアップトラックの荷台部分を指しても用いられる。

### トノカバー
日本でのトノカバーとは、一般的にはステーションワゴンやハッチバックなどの、荷室の目隠しカバーの意味で用いられる。ビニール製で巻取り式のもののほか、樹脂製のハードカバーのものもある。
本来の、オープンカーのキャビン用カバーにも、もちろん用いられている。
ピックアップの荷台の覆いもトノカバーといわれ、防犯上の理由と、耐候性の向上、空力抵抗の低減を目的として用いられる。

## ヴォワチュール・トノー
現代フランスの自動車用語で「Voiture tonneau」（ヴォワチュール・トノー）というと、レストア時などに使用するための、車両の前後を固定し360度回転できる装置をいう。日本ではバーベキューになぞらえてカーバーベキュー（カーベキュー）といわれることもある装置である。